# Gawr Gura
Gawr Gura (がうる・ぐら) foi uma VTuber afiliada à Hololive Production. Ela foi membro da divisão de língua inglesa da agência, a Hololive English – Myth (estilizada como HoloMyth), em conjunto com Takanashi Kiara [ja] (小鳥遊キアラ), Mori Calliope [ja] (森カリオペ), Ninomae Ina'nis [ja] (一伊那尓栖), e Watson Amelia [ja] (ワトソン・アメリア). Ela estreou em 13 de setembro de 2020, e desde então é a VTuber com o maior número de inscritos na plataforma, com mais de 4 milhões de seguidores. As suas livestreams eram focadas no entretenimento, consistindo principalmente por Let's Plays, karaokê e chats com os telespectadores. Gura usualmente também era chamada de "Same-chan" no Japão, devido ao seu avatar se assemelhar a de um tubarão.
A Cover Corporation anunciou audições em inglês entre 23 de abril e 24 de maio de 2020, seguindo o sucesso global de sua linha japonesa de VTubers. O design de Gawr Gura foi ilustrado por Amashiro Natsuki, e a modelagem original foi feita por Shin Umiushi.
As atividades de Gura no Twitter começaram em 9 de setembro de 2020. Sua primeira transmissão ao vivo no YouTube foi transmitida em 13 de setembro de 2020, para uma audiência de aproximadamente 45.000 pessoas; o VoD recebeu mais de 800.000 visualizações em três dias. Em 28 de novembro, Gura foi listada no Niconico Japanese Internet Pop 100 ao estar entre as mais 100 populares procuras no site e no Pixiv, ocupando o 99º lugar.
Seu canal alcançou 1 milhão de inscritos em 22 de outubro de 2020, tendo o crescimento mais rápido de um canal da categoria. Em 18 de janeiro de 2021, o seu canal ultrapassou a marca de 2 milhões de inscritos, tornando-a a segunda VTuber a atingir esse marco, perdendo apenas para Kizuna AI, e ela comemorou com uma transmissão de karaokê em 23 de janeiro. Em 7 de maio, seu primeiro stream de revelação de roupa atingiu um pico de 194.280 espectadores simultâneos, quebrando o recorde de 145 mil espectadores simultâneos, que então era de Sakura Miko, também da Hololive. Seu primeiro single, "REFLECT", foi lançado em 21 de junho de 2021. Em 30 de junho, ela alcançou 2,97 milhões de inscritos em, superando Kizuna AI como o VTuber com mais inscritos na plataforma. Em 4 de julho, ela se tornou a primeira YouTuber virtual a atingir 3 milhões de assinantes e, posteriormente, 4 milhões de inscritos em 16 de junho de 2022.
Em 15 de abril de 2025, Gura comunicou por meio de um vídeo no YouTube a sua "graduação" da Hololive, alegando discordâncias na gerência e nos rumos tomados pela agência. No dia 30 de abril de 2025, ocorreu sua ultima transmissão. No mesmo dia, ela foi desligada da agência, sendo adicionado "[April 30, 2025 Graduated.]" na descrição de seu canal no YouTube.

## Popularidade

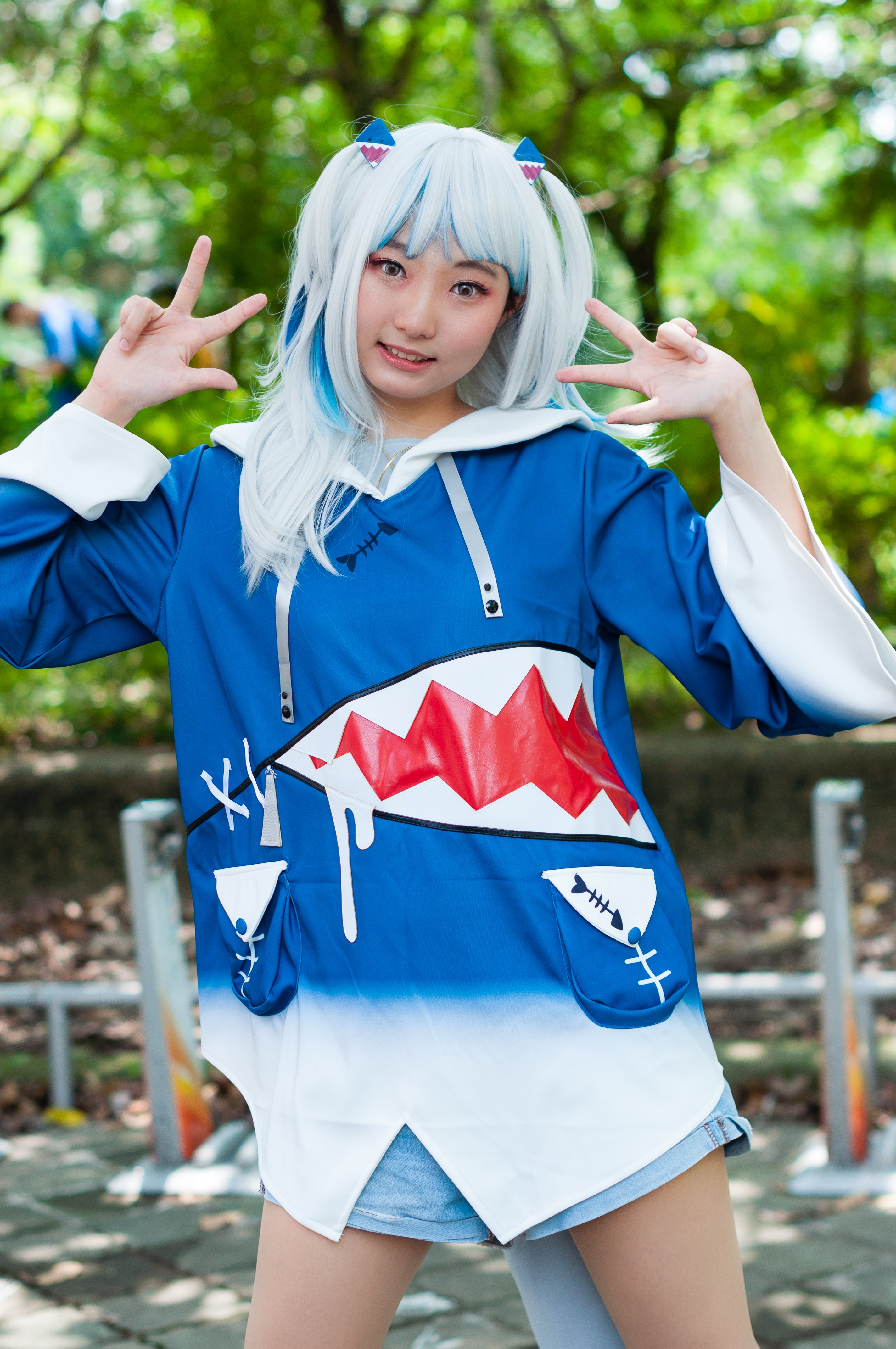
Cosplay de Gura no Comic World

Em 9 de setembro de 2020, Gura postou seu primeiro tweet com a palavra "a". Em 13 de setembro, sua primeira livestream foi adiada e suas primeiras palavras foram "a" (æ).
Posteriormente, a livestream foi interrompida devido a problemas no equipamento, deixando dezenas de milhares de usuários digitando "a" na sala de bate-papo, aguardando o reinício da transmissão, se tornando um meme da internet. Isso, combinado com a ascensão dos VTubers (e da realidade virtual em geral) como resultado da pandemia de COVID-19, provavelmente contribuiu para o rápido sucesso de Gura. Apenas quarenta dias após sua estreia, ela alcançou um milhão de inscritos, tornando-se a primeira VTuber da Hololive a chegar nessa marca.

## Aparições fora do YouTube

### Programas de TV
- Aparição especial em um comercial da Taco Bell que foi ao ar em 23 de julho de 2021, como parte do patrocínio de seu produto Nacho Fries.[45][46] Segundo o diretor criativo Daniel Chen, a Taco Bell é a primeira empresa americana a apresentar um VTuber.[47]

### Esportes
- Gura cantou "Take Me Out to the Ball Game" no jogo de Milwaukee Brewers x Los Angeles Dodgers em 5 de julho de 2024, no estádio dos Dodgers, em Los Angeles, California.

### Videogames
- Groove Coaster: Wai Wai Party!!!!  - Personagem jogável e narradora do jogo, adicionados ao jogo em uma atualização em 16 de dezembro de 2021.[48]

- HoloCure – Save the Fans! – Personagem jogável, adicionada no lançamento do jogo em 23 de junho de 2022.
- Earth Defense Force 6 - Personagem suporte (decoy) na sua DLC respectiva como um bonus na Pré-venda para países não asiáticos em 25 de julho de 2024[49]

### Eventos
- Anime Expo Lite 2021, (3 a 4 de julho de 2021)
- Fan Expo Dallas (Dallas, Texas, no Centro de Convenções Kay Bailey Hutchison, 17 a 19 de setembro de 2021)
- Fan Expo Canada (Toronto, Ontário, no Metro Toronto Convention Centre, 22 a 24 de outubro de 2021)
- Participação como convidada na One-Man Live 2022 "Aqua Iro in Wonder Land" no Toyosu Pit, 28 de janeiro de 2022
- Hololive 3rd Fest. Link Your Wish no Makuhari Messe Event Hall, 19 a 20 de março de 2022
- Anime Central (Rosemont, Illinois, no Donald E. Stephens Convention Center, 20 a 22 de maio de 2022)
- Participação como convidada no Mori Calliope Major Debut Concert 2022 "New Underworld Order" no Toyosu Pit, 21 de julho de 2022
- Crunchyroll Expo (San José, Califórnia, no San José Convention Center, 5 a 7 de agosto de 2022)
- Participação como convidada no YouTube Fanfest 10 (Cingapura, no Marina Bay Sands, 11 de novembro de 2022)
- Anime Festival Asia 2022 (Cingapura, no Centro de Convenções e Exposições de Suntec Singapore, 25 a 27 de novembro de 2022)
- Hololive 4th Fest. Our Bright Parade no Makuhari Messe Event Hall, 18 a 19 de março de 2023
- "Connect the World" Hololive English 1st Concert (Los Angeles, Califórnia, no YouTube Theatre, 2 de julho de 2023)
- Hololive Summer 2023 Live Splash Party! (26 a 27 de agosto de 2023)
- AnimeNYC Expo 2023 (Nova York, Nova York, no Jacob Javits Center, 17 a 19 de novembro de 2023)
- Hololive 5th Fest. Capture The Moment no Makuhari Messe Event Hall, 16 a 17 de março de 2024
- Hololive Meet SUPER KARAOKE PARTY @ TAIPEI 2024 (Taipei, Taiwan, no Centro de Música de Taipei, 11 de maio 2024)
- Japan Expo 2024 (Paris, França, no Centro de Exibição Paris-Nord Villepinte, 11 a 14 de Julho de 2024)
- "Breaking Dimensions" Hololive English 2nd Concert (Brooklyn, Nova York, no Teatro Kings, 24 a 25 de agosto de 2024)
- Hololive 6th Fest. Color Rise Harmony no Makuhari Messe Event Hall, 8 a 9 de março 2025

## Discografia

### Singles
| Data de lançamento     | Título                       | Nº de catálogo | URL(s)              |
| ---------------------- | ---------------------------- | -------------- | ------------------- |
| 22 de junho de 2021    | "REFLECT"                    | CVRD-048       | Videoclipe original |
| 25 de novembro de 2024 | "Tokyo Wabi-Sabi Lullaby"    | CVRD-360       |                     |
| 19 de abril de 2025    | "Ash Again" ft Casey Edwards | CVRD-566       |                     |

### Músicas onde esteve presente
| Data de lançamento      | Título                                                   | Cantores | Nº de catálogo |
| ----------------------- | -------------------------------------------------------- | --- | -------------- |
| 14 de março de 2021     | Hololive English -Myth- Image Soundtrack (ft. Camellia)  | | CVRD-036       |
| 19 de setembro de 2021  | "Domination! All the World Is an Ocean"                  | Minato Aqua, Houshou Marine, Ninomae Ina'nis, Gawr Gura | CVRD-077       |
| 14 de janeiro de 2022   | "Journey Like a Thousand Years"                          | Mori Calliope, Takanashi Kiara, Ninomae Ina'nis, Gawr Gura, Watson Amelia | CVRD-113       |
| 5 de fevereiro de 2022  | "Q"                                                      | Mori Calliope, Gawr Gura | CVRD-126       |
| 29 de agosto de 2022    | "It Comes Ryuuu And It goes Kyuuu"                       | Minato Aqua, Houshou Marine, Sakamata Chloe, Ninomae Ina'nis, Gawr Gura | CVRD-205       |
| 28 de setembro de 2022  | "Non-Fiction"                                            | Mori Calliope, Takanashi Kiara, Ninomae Ina'nis, Gawr Gura, Watson Amelia | CVRD-220       |
| 17 de fevereiro de 2023 | "Sweet Appetite"                                         | Gawr Gura, Hakos Baelz | TFDS-00889     |
| 3 de maio de 2023       | "UMISEA no SACHIHAPPY!"                                  | Minato Aqua, Houshou Marine, Sakamata Chloe, Ninomae Ina'nis, Gawr Gura | CVRD-286       |
| 17 de junho de 2023     | "Connect the World"                                      | Mori Calliope, Takanashi Kiara, Ninomae Ina'nis, Gawr Gura, Watson Amelia, IRyS, Ceres Fauna, Ouro Kronii, Nanashi Mumei, Hakos Baelz | CVRD-299       |
| 2 de julho de 2023      | "Seishun Archive"                                        | Tokino Sora, Shikarami Fubuki, Minato Aqua, Hoshimachi Suisei, Amane Kanata, Moona Hoshinova, Airani Iofifteen, Takanashi Kiara, Gawr Gura | CVRD-303       |
| 13 de agosto de 2023    | "Ocean wave Party☆Live"                                  | Minato Aqua, Houshou Marine, Sakamata Chloe, Ninomae Ina'nis, Gawr Gura | CVRD-318       |
| 12 de novembro de 2023  | "SHINKIRO"                                               | Houshou Marine, Gawr Gura | CVRD-351       |
| 10 de janeiro de 2024   | "ReUnion"                                                | Mori Calliope, Takanashi Kiara, Ninomae Ina'nis, Gawr Gura, Watson Amelia | CVRD-385       |
| 13 de março de 2024     | "Can You Do the Hololive? Hololive SUPER EXPO 2024 ver." | Hololive IDOL Project | CVRD-406       |
| 26 de junho de 2024     | "Give up! I want to be reincarnated"                     | DYES IWASAKI, Gawr Gura |                |
| 13 de agosto de 2024    | "Breaking Dimensions"                                    | Mori Calliope, Takanashi Kiara, Ninomae Ina'nis, Gawr Gura, Watson Amelia, IRyS, Ceres Fauna, Ouro Kronii, Nanashi Mumei, Hakos Baelz, Shiori Novella, Koseki Bijou, Nerissa Ravencroft, Fuwawa Abyssgard, Mococo Abyssgard                                                                            | CVRD-448       |
| 15 de setembro de 2024  | "The Show Goes On!"                                      | Mori Calliope, Takanashi Kiara, Ninomae Ina'nis, Gawr Gura, Watson Amelia | CVRD-471       |
| 26 de dezembro de 2024  | "Odyssey"                                                | Mori Calliope, Takanashi Kiara, Ninomae Ina'nis, Gawr Gura, Watson Amelia, IRyS, Ceres Fauna, Ouro Kronii, Nanashi Mumei, Hakos Baelz, Shiori Novella, Koseki Bijou, Nerissa Ravencroft, Fuwawa Abyssgard, Mococo Abyssgard, Elizabeth Rose Bloodflame, Gigi Murin, Cecilia Immergreen, Raora Panthera | CVRD-514       |

## Prêmios e indicações
| Ano               | Prêmio                           | Categoria | Resultado | Referência |
| ----------------- | -------------------------------- | --------- | --------- | ---------- |
| 2023              | Streamy Awards                   | VTuber    | Venceu    | [ 50 ]     |
| The Vtuber Awards | Fanbase mais dedicada (Chumbuds) | Venceu    | [ 51 ]    |            |